# Jacenko I-28
Jacenko I-28 je bil enosedežni enomotorni propelerski lovec, ki so ga razvili v Sovjetski zvezi v 1930ih. Imel je nizko nameščeno galebje krilo. Poganjal ga je 900 konjski zvezdasti motor Tumanski M-87. Zgradili so samo 7 letal, leta 1940 so preklicali program.

## Specifikacije (I.28-2)
- Posadka: 1
- Dolžina: 8,54 m (28 ft 0 in)
- Razpon krila: 9,6 m (31 ft 6 in)
- Površina krila: 16,5 m2 (178 ft2)
- Prazna teža: 1850 kg (4079 lb)
- Gros teža: 2720 kg (5997 lb)
- Motor: 1 × Tumanski M-87B radialni motor, 820 kW (1100 KM)

- Največja hitrost: 576 km/h (359 mph)
- Dolet: 800 km (497 milj)
- Višina leta (servisna): 10800 m (35600 ft)